# 横田俊之
横田 俊之（よこた としゆき、1960年4月14日 - ）は、日本の官僚、実業家。経済産業省大臣官房審議官、中小企業庁次長等を経て、沖電気工業執行役員CINO。

## 人物・経歴
香川県出身。1983年一橋大学経済学部卒業、通商産業省入省。1995年ニューヨーク大学芸術科学大学院経済学研究科修士課程修了、M.A.。中小企業庁振興課長、外務省在ニューヨーク日本国総領事館領事、九州経済産業局総務企画部総務課長、中小企業庁商業課長、公正取引委員会経済調査課長兼競争政策研究センター事務局長を歴任。
2008年中小企業庁参事官。2009年石油天然ガス・金属鉱物資源機構総務部長。2010年総務省情報通信国際戦略局次長。2012年経済産業省大臣官房審議官（政策総合調整担当）。2013年中小企業庁次長。2014年日本貿易振興機構ニューヨーク事務所長。2016年沖電気工業顧問。2017年沖電気工業理事兼政策調査部長。
2018年から内閣府知的財産戦略局推進事務局価値共創タスクフォース委員及び、沖電気工業執行役員兼チーフ・イノベーション・オフィサー（CINO）を務め、イノベーション・マネジメント・システム（IMS）の整備を進めた。2019年JECC取締役。2021年沖電気工業顧問。同年沖電気工業監査役、IMS研究会調査チームリーダー。2023年亜細亜大学国際関係学部国際関係学科特任教授。

## 著書
- 「解説経済白書　昭和62年版」（共著） 1987年
- 「最新　日本経済キーワード」（共著） 1988年
- 「解説経済白書　昭和63年版」（共著） 1988年
- 「営業秘密」（共著） 1990年
- 「中小企業の人材確保対策」（共著） 1992年
- 「通商白書2001」（共著） 2001年
- 「地域に活気、日本に元気」（共著） 2007年